# أندي بيرساك
أندي بيرساك (بالإنجليزية: Andy Biersack)‏ مطرب وعازف بيانو أمريكي وهو المؤسس والمطرب الرئيسي في فرقة الروك الأمريكية بلاك فيل بريدس وهو العضو الأصلي الوحيد المتبقي في الفرقة، في مايو عام 2014 بدأ مشروعًا موسيقيًا منفردًا تحت اسم أندي بلاك وأصدر ألبومه الأول بعنوان ذا شادو سايد في عام 2016.

## حياته
ولد بيرساك في مدينة سينسيناتي بولاية أوهايو ، حضر مدرسة ابتدائية كاثوليكية تحدث عنها في العديد من المقابلات، التحق بيرساك بالمدرسة الثانوية بمدرسة سينسيناتي للفنون الإبداعية والفنون المسرحية وتخصص في الدراما والموسيقى الصوتية، وبعد يومين من بلوغه الثامنة عشرة ترك المدرسة قبل أن يتخرج للانتقال إلى لوس أنجلوس على أمل تعزيز
حياته المهنية المحتملة.

## روابط خارجية
- أندي بيرساك على موقع IMDb (الإنجليزية)
- أندي بيرساك على موقع ميوزك برينز (الإنجليزية)
- أندي بيرساك على موقع إن إن دي بي (الإنجليزية)
- أندي بيرساك على موقع أول ميوزيك (الإنجليزية)
- أندي بيرساك على موقع ديسكوغز (الإنجليزية)
- أندي بيرساك على موقع قاعدة بيانات الفيلم (الإنجليزية)